# Cabanagem
A Cabanagem, também chamada Guerra dos Cabanos, foi uma revolta popular e social que ocorreu na então Província do Grão-Pará entre 1835 e 1840, durante a regência de Diogo Antônio Feijó no Império do Brasil, influenciada pela Revolução Francesa, tendo como líderes Félix Clemente Malcher, Antonio Vinagre, Francisco Pedro Vinagre, Eduardo Angelim e Vicente Ferreira de Paula. A revolta foi motivada pela extrema pobreza, fome e doenças que afetavam a população local, além do isolamento político, a forte influência portuguesa na região com a independência do Brasil em 1822, uma vez que o Pará aderiu à independência apenas em 1823.
Os índios, mestiços e, pobres analfabetos que viviam amontoados em cabanas de barro à beira dos rios (que originou o nome da revolta) usados como mão de obra em forma de semiescravidão na província, e integrantes da classe média uniram-se nessa revolta, com objetivo de aumentar a importância do seu território no governo central brasileiro e, enfrentar a questão da pobreza na região. Mas já havia uma mobilização na província do Grão-Pará para expulsar os reacionários e grupos apoiados pela elite que desejavam manter a região como colônia portuguesa, acreditando que a região do Grão-Pará receberia "benefícios”.
Muitos líderes locais da elite fazendeira, descontentes com a política do governo imperial português, ressentidos pela falta de participação política nas decisões do governo brasileiro centralizador, também contribuíam com o clima de insatisfação após a instalação do governo provincial.
| “ | A independência não trouxe reformas profundas a estrutura social vigente do período. | ” |

Considera-se que a revolta iniciou em 6 de janeiro de 1835 quando a sede governamental da cidade brasileira de Belém do Pará foi tomados pelos revoltosos e, foi instituido novo presidente, o militar Félix Clemente Malcher. Porém, Clemente Malcher mais identificado com a elite dominante traiu a revolta. Sucedeu-se um conflito entre as suas tropas e as do outro líder, Eduardo Angelim, tendo estas saído vitoriosas. O frágil e instável controle cabano do Grão-Pará durou cerca de dez meses.
O império então nomeou um novo presidente, barão de Caçapava, e, frente a essa afronta, o agente centralizador do governo central, bombardeou impiedosamente Belém, retirando rapidamente os cabanos do poder. Porém, muitos deles continuaram a lutar, o império usou novamente o poderio militar para sufocar a revolta e, em 1840, promoveu um extermínio em massa da população paraense. Estima-se que cerca de 30 a 40% da população de cem mil habitantes do Grão-Pará tenha morrido no conflito.
Em homenagem ao movimento Cabano, em 1985 foi erguido um monumento, projetado pelo arquiteto Oscar Niemeyer, na entrada da cidade de Belém, o Memorial da Cabanagem.

## História
Posterior a independência do Brasil em 1822, o Grão-Pará mobilizou-se para expulsar os reacionários que buscavam manter a região como colônia de Portugal. Em uma luta que durou vários anos, destaca-se as figuras do jornalista cônego barcarenense João Batista Gonçalves Campos, do fazendeiro montealegrense Félix Clemente Malcher, do lavrador barcarenense Eduardo Francisco Nogueira Angelim e, dos irmãos Vinagre (Antonio e Francisco Pedro). Em um período que ocorreu a formação de vários mocambos de escravizados  fugitivos e ocorreu rebeliões militares frequentes. Após finalizada a luta pelo fim da escravidão,  distribuição fundiária aos lavradores e, a instalação de um governo provincial, as líderanças locais foram marginalizadas. A elite fazendeira da nova Província, embora com melhores condições, ressentia-se de não participação nas decisões político-administrativas do governo central, comandado pelas províncias da região nordeste e sudeste do Brasil.
Em julho de 1831, houve uma rebelião na guarnição militar da cidade de Belém, que resultou na prisão de Batista Campos, um dos lideres do movimento. Ato que indignou mais o povo que apenas buscava melhorias, assim em 1833 planejavam criar uma federação. O então presidente da província do Grão-Pará, Bernardo Lobo de Sousa, iniciou uma política repressora tentando conter os inconformados.
Um dos grandes erros do então presidente Lobo de Sousa foi rivalizar com Batista Campos, com a criação do Correio Oficial Paraense, dirigido por outro cônego inimigo de Batista Campos, o Gaspar Siqueira Queiroz. Iniciando críticas gerais contra o nacionalista. Assim como Batista Campos também críticou o governo. Conseguindo até uma carta pastoral contra Lobo de Sousa do então bispo de Belém, o Romualdo de Sousa Coelho, pelo fato do então presidente provincial ser maçom. Nesta época, chegara do Maranhão ao Grão-Pará o jornalista Vicente Ferreira de Lavor Papagaio, à pedido de Batista Campos, para fundarem um jornal de oposição à Presidência da Província, intitulado Sentinela Maranhense na Guarita do Pará. A linguagem usada na edição inaugural foi de tamanha violência, que o então presidente provincial ordenou a prisão de ambos os jornalistas.
Em 1834 ocorreu o clímax para a explosão da Cabanagem, quando Batista Campos publicou sem autorização governamental a carta do bispo de Belém, Romualdo de Sousa Coelho, criticando os políticos regionais. Assim Batista Campos foi perseguido, mas refugiou-se na fazenda do amigo Félix Clemente Malcher, onde se reuniram com os irmãos Vinagre e o jornalista Eduardo Angelim. Em seguida reuniram um contingente de rebeldes na fazenda. Foram informados que seriam atacados por tropas governistas, conseguindo abandonar a fazenda em tempo. Contudo, em 3 de novembro as tropas mataram Manuel Vinagre e prenderam Félix Clemente Malcher e mais alguns revoltosos, aumentando a raiva de muitos populares.

### O movimento

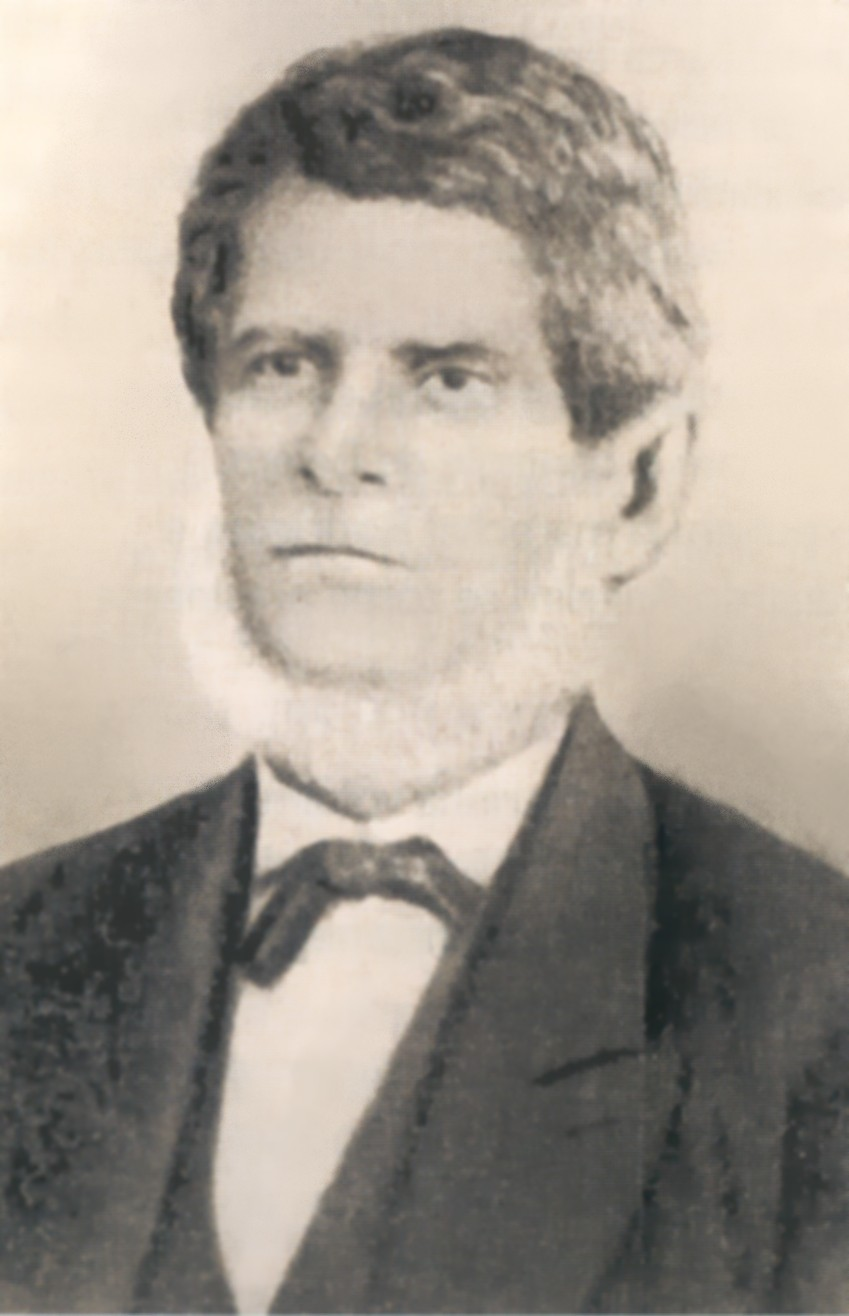
Eduardo Angelim, um dos líderes da revolta

No dia 7 de janeiro de 1835, Clemente Malcher foi libertado. Na madrugada desse dia, os rebeldes (tapuios, cabanos e negros), liderados por Francisco Vinagre e Félix Clemente Malcher, conquistaram o quartel e a sede do governo de Belém. Nesse episódio, assassinaram Bernardo Lobo de Sousa, nomearam Francisco Pedro Vinagre como Comandante das Armas da Cabanagem, Félix Clemente Malcher como presidente do Grão-Pará e apoderaram-se de todo o material armamentista.
No entanto, o governo cabano não durou muito tempo, uma vez que o presidente Félix Clemente Malcher — um latifundiário, tenente-coronel e dono de engenhos de açúcar — estava mais identificado com os interesses da elite. Foi deposto então em 19 de fevereiro de 1835 e considerado traidor do movimento por apoiar as exigências do Governo Imperial, com respaldo da elite dominante, que pretendia manter a província subordinada ao Império do Brasil.
Francisco Vinagre e Eduardo Angelim, os cabanos pretendiam separar-se. O rompimento realmente aconteceu quando Malcher solicitou a prisão de Angelim, resultando em um sangrento conflito entre os dois lados, vencendo as de Francisco Vinagre. Clemente Malcher foi assassinado por um cabanos, seu cadáver foi arrastado nas ruas da cidade. Então assumiu Francisco Vinagre como governador Cabano, que tinha participado ativamente da conquista de Belém.
Nesse período a igreja católica e outras mazelas intervieram no governo buscando um período de pacificação, o Clero propagandeava que os cabanos foram seres divinos enviados para proteger os menos favorecidos. Assim Francisco Vinagre aceitou entregar pacificamente o governo ao português Manuel Jorge Rodrigues em troca de anistia aos revoltosos. Os revolucionários descontentes, não confiando no cumprimento do acordo, após o massacre do Brigue Palhaço (1823), não se desarmaram e fugiaram para o interior. Como previsto, Jorge Rodrigues não cumpriu o acordo de pacificação e anistia, assim solicitou a prissão de Francisco Vinagre. Os cabanos ficaram indignados e reorganizaram suas tropas, sob o comando de Antonio Vinagre e Eduardo Angelim atacaram novamente a cidade de Belém em 14 de agosto. Após uns nove dias de conflito, mesmo com a morte de Antônio Vinagre, os cabanos conseguiram retomar a capital.
Eduardo Angelim foi escolhido presidente da Província, que governou durante dez meses de uma forma que aterrorizou a elite regional. A falta de projeto com medidas concretas para consolidar o governo rebelde, enfraquecimento assim. Percebendo isso, o império reagiu e nomeou no mês de março de 1836, o militar português Francisco José de Sousa Soares de Andrea como o então novo presidente do Grão-Pará, e autorizou a guerra contra os cabanos.
Em fevereiro, os quatro navios de guerra de Soares de Andrea aproximavam-se de Belém, com ordens para atacar a cidade, que estava tomada pela desordem, fome e varíola, estes fizeram um bloqueio naval em frente à cidade pelo presidente provincial Francisco Soares de Andrea, que atracou a esquadra em frente a Belém, mas os cabanos insurgentes escaparam pelos igarapés em canoas, enquanto Eduardo Angelim e outras lideranças negociavam uma fuga. Uma esquadra inglesa ofereceu ajuda à Angelim para acabar com o bloqueio naval local, mas este a recusou, e também furou o bloqueio naval indo refugiar-se no interior.
Os cabanos esvaziaram a capital, ficando abandonada para as tropas do então presidente da Província, pois a maioria da população masculina participante da revolta trabalhavam nas fazendas e engenhos, prejudicando a organização sociais destes locais, porém o presidente julgando que Angelim, mesmo estando foragido, seria uma ameaça ao governo, determinou que tropas fossem ao seu encalço. Em outubro de 1836, numa tapera na selva acompanhado de sua mulher, Angelim então foi capturado, e feito prisioneiro na fortaleza da Barra, até ir para Fernando de Noronha.
A insegurança assombrou os proprietários de fazendas e engenhos, afetados pela falta de mão de obra e recursos para a produção, obrigando-os a criar meios de sobrevivência alternativa, começaram a ter interesse nos meios de transportes (como embarcações e cavalos), apoiados por alguns fazendeiros de outras regiões, como no Marajó, que eram a favor do controle imperial português em Belém, assim doavam cavalos aos proprietários afim de manterem suas posses.
A Cabanagem, porém, não acabou com a prisão de Eduardo Angelim. Os cabanos que se encontravam na selva lutaram até 1840, até serem completamente exterminados. A rebelião foi grande, tinha avançado pelos rios da bacia amazônica e o mar Atlântico, chegando as fronteiras do Brasil Central e próximos do litoral norte e nordeste.

## Consequências
Ocorreram vários massacres sangrentos, calcula-se que cerca de 30 a 40% da população foi exterminada, nações indígenas como o murá e o mauê praticamente desapareceram. Em 1833, o Grão-Pará tinha 119 877 habitantes; 32 751 eram índios e 29 977 eram negros escravizados. A maioria mestiça (miscigenação de índios, negros e brancos) chegava a 42 mil. A minoria totalizava quinze mil brancos, dos quais mais da metade eram portugueses.
Os impactos ocasionados pela revolta e contrarrevolta eram vistos no rastro de destruição após o fim do conflito, pois a produção de alimentos ficou escassa, sendo então comprada farinha do nordeste brasileiro devido a falta do produto na província. Foram afetados os pequenos ranchos que eram relevantes na economia paraense, estes deixando de produzir; terras que pertenciam aos indígenas foram brutalmente arrancadas, pela cobiça e cultura  discriminatória praticada por uma parte da população.